# Scardinius racovitzai
 Scardinius racovitzai és una espècie de peix cipriniforme de la família dels ciprínids que es troba a Romania.